# Pellio Intelvi
Pellio Intelvi (lombardul: Pei) település Olaszországban, Lombardia régióban, Como megyében. Lakosainak száma 966 fő (2017. január 1.).

## Népessége
A település lakossága az elmúlt években az alábbi módon változott:

| 2017 | 966 |

## Hírességei
1701. január 9-én itt született Anselmo Lurago későbbi cseh építész, a késő barokk és rokokó kiváló mestere, a Dientzenhofer család két tagjával (Christoph-fal és Kiliannal) Prága barokk arculatát meghatározó mesterek egyike.